# 泰山堇菜
泰山堇菜（学名：Viola taishanensis）是堇菜科堇菜属的植物。分布在朝鲜以及中国大陆的泰山等地，生长于海拔1,200米至1,400米的地区，多生长于山地林缘及草坡，目前尚未由人工引种栽培。

## 异名
- Viola taischanensis C. J. Wang f. candida Kitag.
- Viola taischanensis C. J. Wang f. intermedia Kitag.